# Eric Shanteau
Eric Lee Shanteau (né le 1er octobre 1983 à Snellville dans l'État de Géorgie) est un nageur américain en activité spécialiste des épreuves de brasse et de quatre nages. Il réalise en 2009 le deuxième temps de l'histoire sur 200 mètres brasse, une année après le diagnostic d'un cancer du testicule.

## Biographie
Étudiant brillant, Eric Shanteau s'illustre dans les compétitions de l'État de Géorgie et figure aux tout premiers rangs des bilans nationaux dans sa catégorie d'âge. À titre d'exemple, il réalise plusieurs records d'âge en brasse et quatre nages, ses épreuves fétiches. En 2002, il rejoint l'Université d'Auburn et son club des Tigers. À l'époque, il est déjà champion des États-Unis du 400 m quatre nages, un titre remporté lors de l'édition printanière de la compétition nationale. L'année suivante, il remporte une médaille d'argent lors de l'Universiade à Daegu en Corée du Sud.
En prologue aux Jeux olympiques d'été de 2004, les États-Unis organisent des sélections olympiques à Long Beach. À deux reprises, il échoue à la troisième place sur 200 m et 400 m quatre nages alors que seuls les deux premiers sont sélectionnés pour les Jeux. En fin d'année, Indianapolis organise les Mondiaux en petit bassin. Sélectionné, il remporte la médaille de bronze du 400 m quatre nages remporté par le Tunisien Oussama Mellouli.
En 2005, il réalise le doublé 200-400 m quatre nages lors de l'Universiade à Izmir en Turquie. Mais lors des sélections pour les Championnats du monde de Montréal, il rate une nouvelle fois la qualification pour un grand championnat international. Il termine en effet troisième toujours sur 200 et 400 m quatre nages. L'année suivante, il monte sur deux podiums lors des championnats nationaux notamment sur la deuxième marche du 200 m brasse. Cette performance le qualifie pour les Mondiaux 2007 organisés à Melbourne. Performant, il y termine non loin du podium au cinquième rang en 2 minutes et 11,50 secondes, à moins d'une demi-seconde de la médaille de bronze.
Quelques jours après ces sélections olympiques, le New York Times révèle que le nageur s'est vu diagnostiquer un cancer du testicule une semaine avant la compétition. La maladie ayant été détectée suffisamment tôt, il est autorisé à reporter ses soins après les Jeux olympiques. Lors de ceux-ci, il est éliminé en demi-finale du 200 m brasse puisque dixième temps global. S'ensuivent quelques semaines de soin puis l'annonce de se rémission en septembre 2008.
En 2009, alors que la controverse sur l'utilisation des combinaisons bat son plein, il choisit de revêtir la tenue X-Glide de la marque Arena presque 100 % polyuréthane lors des sélections planétaires américaines. Sur 100 m brasse, il se présente avec un nouveau record personnel d'une minute et neuf centièmes de seconde établi en mars. Dès les séries, il progresse en nageant 59,89 secondes puis, en finale, prend la deuxième place derrière Mark Gangloff en 59,45 secondes décrochant ainsi son billet pour les Mondiaux en individuel. Il s'empare du record national sur la distance supérieure dès les séries en 2 minutes et 8,43 secondes, avant de récidiver lors de la finale qu'il gagne en 2 minutes et 8,01 secondes. Il réalise alors le second temps de l'histoire, à seulement une demi-seconde du record du monde du Japonais Kosuke Kitajima. En l'absence de ce dernier, Eric Shanteau se place parmi les favoris pour le titre mondial puisqu'il réalise la meilleure performance mondiale de l'année. Il devient en outre un outsider sur 200 m quatre nages puisqu'il prend la deuxième place des sélections derrière Ryan Lochte, en 1 minute et 56 secondes, troisième temps de l'histoire.
Lors de ces championnats, il arbore un tee-shirt de l'association Livestrong du cycliste Lance Armstrong, un autre survivant du cancer des testicules. Avec lui, il participe à des activités de sensibilisation sur cette maladie.

## Palmarès

### Jeux Olympiques d'été
Londres 2012
- -  Médaille d'or au titre du relais 4 × 100 m quatre nages

### Championnats du monde
Grand bassin
- Championnats du monde 2009 à Rome (Italie) :
  -  Médaille d'or au titre du relais 4 × 100 m quatre nages.
  -  Médaille d'argent du 200 m brasse.
  -  Médaille de bronze du 200 m quatre nages.

Petit bassin
- Championnats du monde en petit bassin 2004 à Indianapolis (États-Unis) :
  -  Médaille de bronze du 400 m quatre nages.

## Records

### Records personnels
Ces tableaux détaillent les records personnels de Eric Shanteau en grand bassin au 9 août 2009.
| Épreuve            | Temps         | Compétition                               | Lieu               | Date       |
| 100 m brasse       | 58 s 96       | Championnats du monde 2009 (demi-finales) | Rome, Italie       | 26/07/2009 |
| 200 m brasse       | 2 min 08 s 01 | Championnats du monde 2009 (demi-finales) | Rome, Italie       | 30/07/2009 |
| 200 m quatre nages | 1 min 55 s 36 | Championnats du monde 2009                | Rome, Italie       | 30/07/2009 |
| 400 m quatre nages | 4 min 14 s 33 | Championnats des États-Unis 2006          | Irvine, États-Unis | 01/08/2006 |